# Tiaris
Genre
Tiaris est un genre de passereaux de la famille des Thraupidae. Ses espèces étaient auparavant appelées sporophiles. Ce sont maintenant des cicis.

## Liste d'espèces
Selon la classification de référence du Congrès ornithologique international (version 13.2, 2023) :
- Tiaris olivaceus – Cici grand-chanteur